# Spodnje Roje
Spodnje Roje so naselje v Občini Žalec.